# Christopher Strachey
Christopher S. Strachey (Hampstead, 16 novembre 1916 – Oxford, 18 maggio 1975) è stato un informatico inglese.
Membro della famiglia Strachey (composta primariamente da politici, artisti, funzionari e accademici), fu uno dei fondatori della semantica denotazionale e un pioniere del linguaggio di programmazione e del time-sharing.